# Bolivarianische Missionen
Die Bolivarianischen Missionen sind eine Reihe von Programmen, die vor allem der Armutsbekämpfung und der sozialen Sicherheit der Bevölkerung, aber auch anderen Zielen wie der Förderung der allgemeinen Volksbewaffnung und dem Wahlkampf von Hugo Chávez dienten. Sie wurden von der Regierung des venezolanischen Präsidenten Hugo Chávez nach seiner Wahl im Jahr 1998 gestartet und sind nach Simón Bolívar benannt.

## Geschichte
Vorher waren Sozialprogramme, die der armen Bevölkerung zugutekommen, praktisch nicht mehr vorhanden. Zwar wurde der Aufbau einer kostenlosen Gesundheitsversorgung, eines allgemeinen Schulsystems sowie eine aktive Beschäftigungspolitik schon während der sogenannten Goldenen Jahre (1973–1983) des Erdölbooms versucht. Allerdings führten Korruption und Klientelismus dazu, dass ein großer Teil der armen Bevölkerung hiervon nicht profitieren konnte. Mit dem Verfall des Erdölpreises in den 80er Jahren geriet Venezuela in eine schwere Wirtschaftskrise und war auf Hilfe des Internationalen Währungsfonds angewiesen. Dieser verlangte im Rahmen seiner Strukturanpassungsprogramme erhebliche Einschnitte in den Sozialausgaben, die in den folgenden Jahren stark zurückgefahren wurden.
Erste Sozialprogramme, die u. a. eine kostenlose Gesundheitsversorgung vorsahen, initiierte Hugo Chávez unter dem Namen Plan Bolivar 2000 bereits im Februar 1999. Positive Effekte waren zwar spürbar, aber sie erreichten immer noch nicht die Masse der Marginalisierten. 2003 begann die Regierung mit kubanischer Beratung, die Sozialprogramme zu reorganisieren, die jetzt als Misiones bezeichnet wurden. Hierbei stützt sich die Regierung verstärkt auf soziale Bewegungen in den Armenvierteln. Viele Ausgaben wurden auch direkt vom staatlichen Erdölkonzern PDVSA finanziert und die Gesundheitsversorgung der Armenviertel wurde zum großen Teil von kubanischen Ärzten übernommen, weil sich die meisten venezolanischen Ärzte geweigert hatten, dort tätig zu werden.

## Liste der bolivarianischen Missionen
| Name                                                                   | gestartet am      | Ziel |
| Bildung                                                                |                   | |
| Plan Bolívar 2000                                                      | Februar 2001      | Verteilung von Lebensmitteln |
| Misión Robinson                                                        | Juli 2003         | Bekämpfung des Analphabetismus unter Erwachsenen. Anschließend können ehemalige Analphabeten die Grundschulbildung nachholen. |
| Misión Ribas                                                           | November 2003     | Ermöglicht es Erwachsenen, die Mission Robinson erfolgreich durchlaufen haben, die höhere Schulbildung nachzuholen, und eine Hochschulzugangsberechtigung zu erwerben. |
| Misión Sucre                                                           | Dezember 2003     | Ermöglicht allen Personen mit Hochschulzugangsberechtigung (darunter den Absolventen der Mission Ribas) die Aufnahme eines kostenfreien Hochschulstudiums ohne Eingangsprüfungen und Studienplatzbeschränkungen. |
| Misión Cultura („Kultur“)                                              | Januar 2005       | Sammlung und Verbreitung des in der Bevölkerung vorhandenen Wissens, kultureller Praxen und der Volkskultur im Allgemeinen. |
| Misión Ciencia („Wissenschaft“)                                        | Februar 2006      | Unter anderem Unterweisung von 400.000 Personen in Open-Source Software und Bereitstellung von Graduiertenstipendien. |
| Misión Alma Mater                                                      | 21. November 2006 | Neubau von 50 Universitäten und Erweiterung der bestehenden. |
| Misión Música („Musik“)                                                | September 2007    | Ausbau des von José Antonio Abreu gegründeten nationalen Systems der Jugend- und Kinderorchester von Venezuela, das Jugendlichen und Kindern armer Bevölkerungsschichten die Teilnahme an Musikunterricht ermöglicht und Musikinstrumente zur Verfügung stellt. Die Mission hat einen Jahreshaushalt von 30 Millionen US-Dollar und will die Anzahl der Teilnehmenden von 300.000 auf eine Million erhöhen. |
| Gesundheit                                                             |                   | |
| Misión Barrio Adentro („Hinein ins Stadtviertel“)                      | März 2003         | Bereitstellung einer kostenlosen und umfassenden Gesundheitsversorgung für die gesamte Bevölkerung. Dies beinhaltet sowohl die Basisversorgung als auch fortgeschrittene Gesundheitsversorgung in Krankenhäusern. |
| Misión Milagro („Wunder“)                                              | Juli 2004         | Operative Behandlung von Augenerkrankungen in mobilen Ambulanzen in verschiedenen Ländern Lateinamerikas. |
| Misión Sonrisa („Lächeln“)                                             | 22. November 2006 | Kostenlose Bereitstellung von Zahnersatz für die Bevölkerung |
| Ernährungssicherheit                                                   |                   | |
| Misión Mercal                                                          | 24. April 2003    | Bereitstellung von verbilligten Grundnahrungsmitteln für die Bevölkerung, die von lokalen Kooperativen und Bauern angebaut werden. Im Rahmen dieses Programms ist die PDVAL-Affäre entstanden. |
| Wohnungswesen                                                          |                   | |
| Misión Hábitat („Lebensraum“)                                          | 3. September 2004 | Bereitstellung von ausreichendem Wohnraum für die gesamte Bevölkerung, der ein Leben in Würde ermöglicht. |
| Soziales                                                               |                   | |
| Misión Negra Hipolita                                                  | Januar 2006       | Unterstützung und Beistand für die Straßenkinder Venezuelas, vereinsamte ältere Menschen und Indigenas. |
| Misión Abuelo („Opa“)                                                  | Januar 2006       | Verbesserung der Situation der Rentner Venezuelas. |
| Misión Madres del Barrio („Mütter des Stadtviertels“)                  | 23. März 2006     | Verbesserung der Situation der sehr armen Mütter in den Elendsquartieren. |
| Entwicklung und sozio-ökonomische Transformation                       |                   | |
| Misión Zamora                                                          | November 2001     | Landreform |
| Misión Guaicaipuro                                                     | 12. Oktober 2003  | Wiederherstellung der Landtitel für indigene Gemeinschaften. |
| Misión Piar                                                            | Oktober 2003      | Verbesserung der Situation der kleinen handwerklichen Schürfer und Bergleute. |
| Misión Che Guevara vormals Misión Vuelvan Caras („wendet das Gesicht“) | Januar 2004       | Transformation der venezolanischen Ökonomie in Richtung auf soziale Ziele. Zurückdrängung von rein an Geld und Gewinn orientierten Verhaltensweisen. |
| Misión Vuelta al Campo („Zurück aufs Land“)                            | Juni 2005         | Ermutigt verarmte und arbeitslose Venezolaner, aufs Land zu ziehen und auf dem durch die Landreform von den Großgrundbesitzern konfiszierten Land Kooperativen zu gründen. |
| Umweltschutz                                                           |                   | |
| Misión Árbol („Baum“)                                                  | Juni 2006         | Wiederherstellung der venezolanischen Wälder durch Pflanzen von mindestens 100.000 Bäumen bis 2011 |
| Misión Energía („Energie“)                                             | November 2006     | Energiesparen und Förderung erneuerbarer Energien. |
| Sonstiges                                                              |                   | |
| Misión Identidad („Identität“)                                         | Oktober 2003      | Ausstattung der gesamten Bevölkerung mit Personalausweisen. |
| Misión Miranda                                                         | 18. Oktober 2003  | Schaffung einer Reservearmee und Förderung der allgemeinen Volksbewaffnung. |
| Misión Florentino                                                      | Juni 2004         | Koordination des Wahlkampfes gegen das Abberufungsreferendum gegen Hugo Chávez am 15. August 2004 |
| Misión Casa Bien Equipada („Gut eingerichtetes Haus“)                  | 2011              | Verkauf von Elektrogeräten, meistens von Haier, zu niedrigeren Preisen als auf dem Markt |

## Wirkung
Nach offiziellen Angaben erziele die Misión Robinson die sichtbarsten Erfolge: Die Analphabetenquote wurde nach Angaben des Bildungsministeriums in wenigen Jahren von 6,12 auf 1 % gesenkt. Dies wurde allerdings nicht von der UNESCO bestätigt. Eine Studie der Wesleyan University konnte jedoch nur geringe positive Effekte oder weitläufig keine statistisch signifikanten Zusammenhänge zwischen der Misión Robinson und der Alphabetisierung feststellen. Nach Ansicht der beiden Autoren scheinen die Resultate mit der offiziellen Angabe einer vollständigen Überwindung des Analphabetismus inkonsistent zu sein.
Die Misiones Hábitat und Zamora blieben bisher weit hinter ihren Planungen zurück. Es wurde nur ein Bruchteil der eigentlich geplanten Häuser für die Armen gebaut und die Landreform kommt nur langsam voran.

## Kritik
Von der venezolanischen Opposition wurde die Kritik geäußert, die hygienischen und medizinischen Standards der neu erstellten Gesundheitszentren seien gering und die kubanischen Ärzte hätten ihre Patienten indoktriniert.
Viele unter den Misiones aufgelegte Maßnahmen seien nach Ansicht des Zeit-Journalisten Rainer Luyken im Jahr 2009 eigentlich nichts neues. So hätten zur Gesundheitsmission Barrio Adentro zwei ähnliche Vorläufer bestanden, die von den Vorgängerregierungen initiiert worden waren. Das neue an ihr sei lediglich, dass sich nun kubanische Ärzte auch in die von hoher Gewaltkriminalität belasteten Armenviertel trauen, während ihre wohlhabenden venezolanischen Kollegen aus Angst vor Entführungen und Lösegelderpressungen diese lieber mieden.
Die Zeitung Boston Globe zitierte Befürchtungen, dass die hohen Ausgaben für Gesundheit, Bildung und Infrastruktur den privaten Konsum beeinträchtigen können.
Die Missionen bedeuteten eine Parallelisierung des Staates, anstelle einer Reformation der Institutionen und Ministerien, eine Verdoppelung der Bürokratie und damit unklarer Verantwortung.